# Soface
Soface (in Greco antico: Σόφαξ) è un semidio o eroe della mitologia greca figlio di Eracle e di Tinga o Tingis, la vedova del gigante Anteo.
Fondò la città da Tingis, l'odierna Tangeri, chiamandola così in onore della madre.
Fu re dei Numidi ed ebbe un figlio, di nome Diodoro, il quale governò saggiamente la Mauritania e la Numidia con l'aiuto degli dèi.
Secondo lo storico greco antico Plutarco, molti dei miti furono creati per nobilitare ed esaltare le origini divine del re dei Numidi Giuba II, il quale si riteneva discendente di Soface.